# Monsters of Art
Monsters of Art (forkortes MOA, MOAS eller MOAZ) er Danmarks største, ældste og mest alment kendte graffitigruppe. Gruppen blev startet af graffitimalerne Mins, Fusk, Game og Fire i marts 1991 på Den københavnske vestegn. Først bestemte de sig for at det skulle hedde COA (Children of Art), men den idé blev hurtigt smidt afvejen, og de valgte at det skulle hedde MOA (Monsters of Art).
MOA betragtes af myndighederne som den mest vandaliserende graffitigruppe på landsplan, og den har bl.a. kostet DSB et trecifret millionbeløb i omkostninger til afrensning af graffiti på fortrinsvis s-tog.

## Baggrund

### Omdømme
Gruppen er kendt for deres vilde stil og dårlige opførsel. MOA er alment kendte i Danmark og har opnået international bevågenhed i graffitimiljøet ved at male graffiti i andre lande, som blandt andet Tyskland, de skandinaviske lande og sågar i New York i USA. Gruppen samarbejder desuden tæt med den svenske gruppe VIM (Vandals in Motion) og den norske ALL (All Living Legends). De har også ry for at have en voldelig adfærd, hvilket har været med til at splitte det danske graffitimiljø med hensyn til anerkendelse og disrespekt. Gruppen har ligeledes også ofte været i konflikter med andre graffitimalere.

### Andre tilhørsforhold
Enkelte medlemmer er desuden efter alt at dømme aktive i casualsgrupperingen Suburban Casuals, der er tilknyttet fodboldklubben Brøndby IF. Der eksisterer i alt fald fan-bannere for klubben, signeret af MOA, hvilket er observeret på superligaens gæstetribuner rundt omkring i landet.

### Politiefterforskning
I april 2001 blev den 28-årige graffitimaler "MINS" anholdt af Københavns Politi og varetægtsfængslet i fire uger – sigtet for at være gerningsmanden bag graffiti-hærværk på over 80 togvogne i københavnsområdet til en værdi af godt 2,4 millioner kroner. Ligeledes var han også mistænkt for at have været medgerningsmand til graffiti-hærværk i en række andre europæiske lande. Den 14. januar 2003 begyndte straffesagen mod den nu 30-årige graffitimaler i Københavns Byret. Han var tiltalt for i alt 82 tilfælde af graffiti-hærværk på togvogne i København og omegn i så voldsomt et omfang, at erstatningskravet var opgjort til godt 2,5 mio. kr. Yderligere var han også tiltalt for seks andre tilfælde af graffiti – nogle på togvogne på Høje Taastrup Station og Klampenborg Station, andre på husmure i Ishøj og på bropiller på Kalvebodbroerne.
Anklageren, politiassessor Marianne Haslund, gennemgik under retssagen over 80 billeder fra DSB's graffiti-database af graffiti-bemalede togvogne. De havde alle påtegnet "Mins", "Vimr" eller "Louise" som enten tags eller piece (selve maleriet). Forsvarer Peter Ølholm påpegede, at bogstaverne ikke var ens på de forskellige billeder. Eksempelvis varierede det afsluttende "s" i "Mins" fra at ligne et lyn til at være skarpt trukket op eller med bløde kruseduller. Ydermere undrede Ølholm sig over, at skader, som DSB havde opgjort til 35-40.000 kroner, i lignende tilfælde i Tyskland kun var blevet opgjort til omkring 8.000 kroner. Anklagemyndigheden krævede ham idømt en fængselsstraf på et år og seks måneder samt at skulle betale en erstatning på 2,4 millioner kroner.
Ved Københavns Byret den 25. januar 2003 blev "MINS" frifundet for i alt 82 tilfælde af graffiti-hærværk begået mod DBS's togvogne. Alle tre dommere var dog enige om, at meget tydede på, at manden var identisk med den person, der i graffitimiljøet kendes under navnet "MINS". Men to af dommerne vurderede samtidig, at man ikke med tilstrækkelig sikkerhed kunne lægge til grund, at den 30-årige virkelig var identisk med "MINS". Til gengæld blev han fundet skyldig i en række andre graffiti-anklager og idømt fire måneders ubetinget fængsel samt at skulle betale en erstatning på 35.000 kr,- for forseelser mod bl.a. Deutsche Bahn, Carlsberg og Vejdirektoratet.